# Alfonso III. d’Este

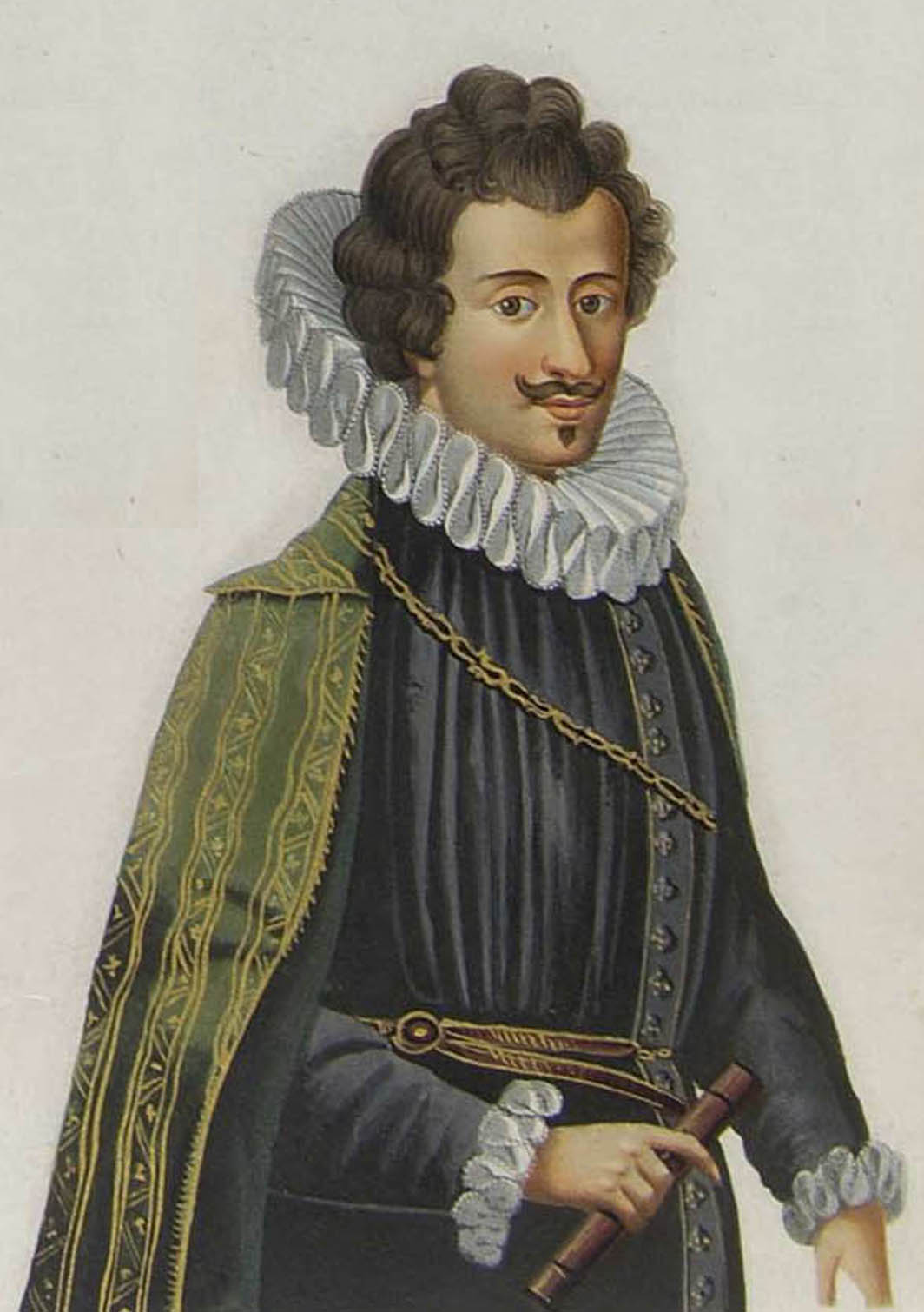
Herzog Alfonso III.

Alfonso III. d’Este (* 22. Oktober 1591 in Ferrara; † 24. Mai 1644 in Castelnuovo di Garfagnana) aus dem Hause Este war von 1628 bis 1629 Herzog von Modena und Reggio, resignierte zugunsten seines Sohnes Francesco und wurde dann Kapuziner.

## Leben
Er war der älteste Sohn des Herzogs Cesare d’Este von Modena und Reggio und der Virginia de’ Medici, einer Tochter von Großherzogs Cosimo I. de’ Medici. Am 22. Februar 1608 heiratete er in Turin Isabella von Savoyen (* 11. März 1591; † 22. August 1626) Tochter des Herzogs Carlo Emanuele I. Die Hochzeit wurde zusammen mit der von Isabellas Schwester Margherita mit dem Herzog von Mantua, Francesco IV. Gonzaga, gefeiert.
Alfonso, der als intelligent, aber auch aufbrausend, sogar gewalttätig beschrieben wird, beteiligte sich schon früh an den Staatsgeschäften. 1610 führte er den Feldzug Mantuas gegen Lucca um den Besitz von Garfagnana an, erkrankte jedoch am Fieber und zog sich nach Modena zurück, während sein Bruder Luigi den Kampf fortsetzte. Am 22. August 1626 starb Isabella an den Folgen der Geburt ihres vierzehnten Kindes.
Zwei Jahre später, nach dem Tod seines Vaters Cesare am 11. Dezember 1628, folgte Alfonso als Herzog von Modena und Reggio. Nach nur sieben Monaten an der Regierung übergab Alfonso die Herrschaft an seinen Sohn Francesco und zog sich nach Meran zurück, wo er unter dem Namen Giambattista da Modena in den Kapuzinerorden eintrat. Er studierte in Rom Theologie und Rhetorik, gründete ein Kloster in Görz und wurde nach Innsbruck und Wien gerufen, um dort zu predigen. 1632 kehrte er nach Modena zurück, wo er predigte und viele Anhänger um sich scharte. Ein besonderes Anliegen war ihm die Bekehrung der Juden, wobei er auch zu Zwangsmaßnahmen griff. Alfonso zog sich in den von ihm gegründeten Konvent der Kapuziner in Castelnuovo di Garfagnana zurück, wo er am 24. Mai 1644 starb.

## Nachkommen

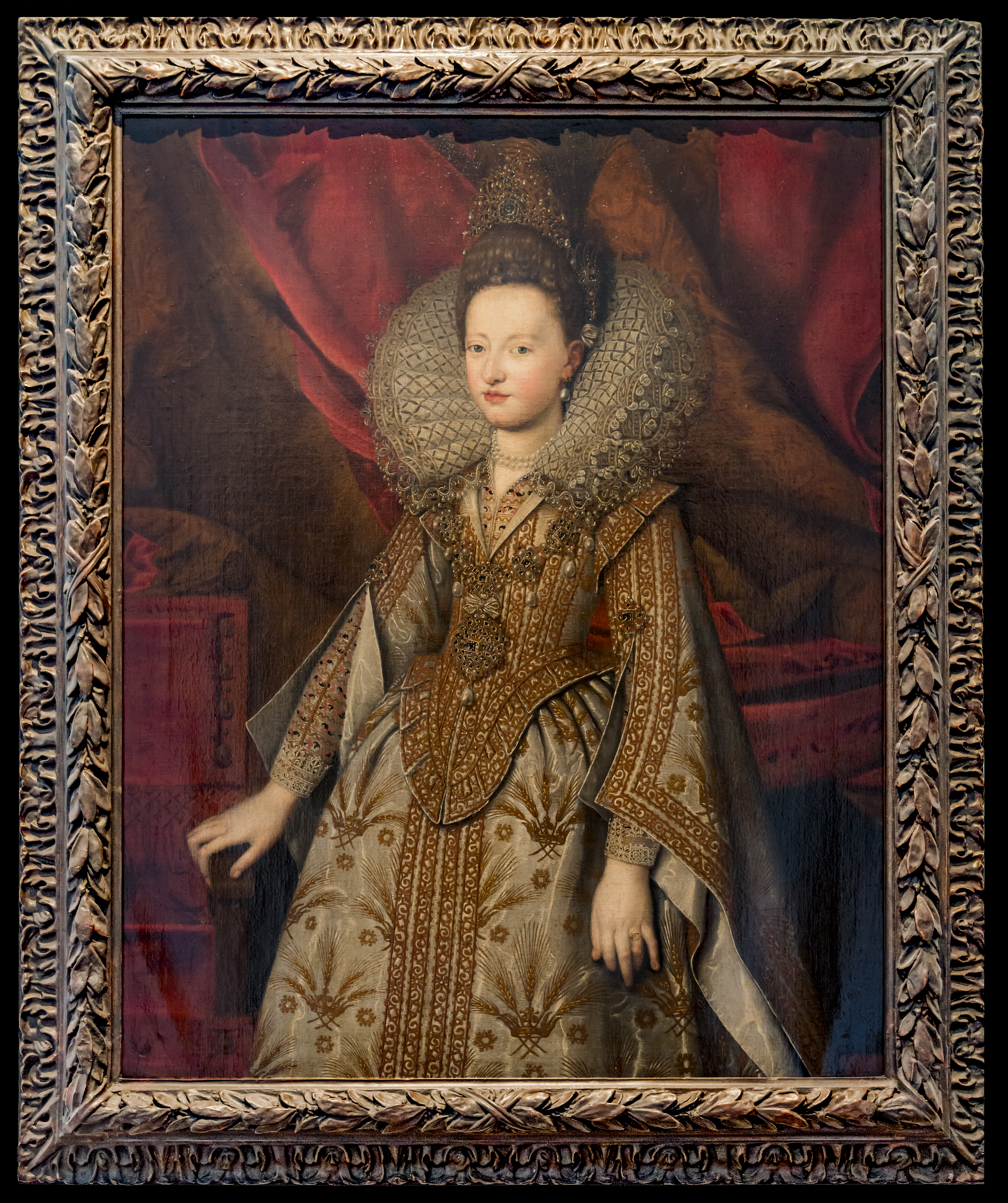
Alfonsos Ehefrau Isabella von Savoyen

Alfonso und Isabella hatten 14 Kinder:
1. Cesare d’Este (* 1609; † 1613), Principe di Modena e Reggio;
2. Francesco I. d’Este (1610–1658) Herzog 1629 ⚭ 1) 1631 Maria Farnese (1615–1646) Tochter des Ranuccio I. Farnese Herzog von Parma, ⚭ 2) 1648 Vittoria Farnese (1618–1649), deren Schwester, ⚭ 3) 1654 Lucrezia Barberini (1630–1699), Tochter des Taddeo;
3. Obizzo d’Este (* 1611; † 24. August 1644), Principe di Modena e Reggio, Bischof von Modena 1640;
4. Caterina d’Este (* 2. Februar 1613; † 1628), Principessa di Modena e Reggio, Nonne in Madrid;
5. Cesare d’Este (* 1614; † 20. September 1677), Principe di Modena e Reggio, 1648 Hauptmann der Armeen des Königs von Frankreich, Generalkommandant der Armeen des Herzogs von Modena;
6. Alessandro d’Este (*/† 1615), Principe di Modena e Reggio;
7. Carlo Alessandro d’Este (* 1616; † 1679), Principe di Modena e Reggio, geistig behindert;
8. Rinaldo d’Este (* 1618; † 30. Oktober 1672), Principe di Modena e Reggio, Bischof von Reggio Emilia, Palestrina und Montpellier, Kardinal 1641;
9. Margherita d’Este (* 1619; † 12. November 1692), Principessa di Modena e Reggio, ⚭ 25. Juni 1647 Ferrante III. Gonzaga, Herzog von Guastalla (1618–1678);
10. Beatrice d’Este (*/† 1620), Principessa di Modena e Reggio;
11. Beatrice d’Este (* 1622; † 1623), Principessa di Modena e Reggio;
12. Filiberto d’Este (* 1623; † 1645), Principe di Modena e Reggio;
13. Bonifazio d’Este (*/† 1624), Principe di Modena e Reggio;
14. Anna Beatrice d’Este (* 1626; † 25. September 1690), Principessa di Modena e Reggio, ⚭ 29. April 1656 Alessandro II. Pico, Herzog von Mirandola (* 31. März 1631; † 2. Februar 1691).[3]